# هیوز انترتینمنت
هیوز انترتینمنت (به انگلیسی: Hughes Entertainment) یک شرکت فیلم‌سازی و برچسب موسیقی آمریکایی بود که توسط فیلم‌ساز جان هیوز تأسیس شد. این شرکت در سال ۲۰۰۲ بسته شد.

## تأسیس
این استودیو در سال ۱۹۸۷ توسط تهیه‌کننده فیلم آمریکایی، جان هیوز با نام شرکت جان هیوز تأسیس شد. این شرکت در ابتدا در یونیورسال پیکچرز، از طریق یک قرارداد تولید سه ساله، به منظور تولید، کارگردانی و نوشتن دو تا سه تصویر در سال به منظور توسعه ایده‌های توسعه خود ساخته شد. متعاقباً این شرکت در سال ۱۹۸۵ به پارامونت پیکچرز منتقل شد. سپس این شرکت معاملات مختلفی را در اواخر دهه ۱۹۸۰ و اوایل تا اواسط دهه ۱۹۹۰ با برادران وارنر و فاکس قرن بیستم انجام داد. این شرکت فیلم‌هایی مانند سوی موفرفری، تنها در خانه و معجزه در خیابان سی و چهارم را تولید کرد.

## فیلم‌ها
فهرست فیلم‌های نویسنده و کارگردانان:
| سال  | عنوان                            | کارگردان          | توزیع‌کننده               | شرکت‌های تولید مشترک             | بودجه          | فروش                   |
| ---- | -------------------------------- | ----------------- | ------------------------ | ------------------------------- | -------------- | ---------------------- |
| ۱۹۸۷ | بعضی از چیزهای شگفت‌انگیز         | هاوارد دویچ       | پارامونت پیکچرز          | N/A                             |                | ۱۸٫۵ میلیون دلار       |
| ۱۹۸۷ | هواپیماها، قطارها و اتومبیل‌ها    | جان هیوز          | پارامونت پیکچرز          | N/A                             | ۳۰ میلیون دلار | ۴۹٫۵ میلیون دلار       |
| ۱۹۸۸ | او یک بچه دارد                   | جان هیوز          | پارامونت پیکچرز          | N/A                             | ۲۰ میلیون دلار | ۱۶ میلیون دلار (داخلی) |
| ۱۹۸۸ | فضای باز بزرگ                    | هاوارد دویچ       | یونیورسال پیکچرز         | N/A                             | ۲۴ میلیون دلار | ۴۳٫۴ میلیون دلار       |
| ۱۹۸۹ | عمو باک                          | جان هیوز          | یونیورسال پیکچرز         | N/A                             | ۱۵ میلیون دلار | ۷۹٫۲ میلیون دلار       |
| ۱۹۸۹ | تعطیلات کریسمس نشنال لمپون       | جرمیا اس. چچیک    | برادران وارنر            | N/A                             | ۲۵ میلیون دلار | ۷۱٫۳ میلیون دلار       |
| ۱۹۹۰ | تنها در خانه                     | کریس کلمبوس       | فاکس قرن بیستم           | N/A                             | ۱۸ میلیون دلار | ۴۷۶٫۷ میلیون دلار      |
| ۱۹۹۱ | فرصت‌های شغلی                     | برایان گوردون     | یونیورسال پیکچرز         | N/A                             |                | ۱۱٫۳ میلیون دلار       |
| ۱۹۹۱ | فقط تنها                         | کریس کلمبوس       | فاکس قرن بیستم           | N/A                             |                | ۲۵ میلیون دلار         |
| ۱۹۹۱ | داری دیوونم می‌کنی                | پیتر فیمن         | فاکس قرن بیستم           | N/A                             | ۱۷ میلیون دلار | ۴٫۶ میلیون دلار        |
| ۱۹۹۱ | سوی موفرفری                      | جان هیوز          | برادران وارنر            | N/A                             | ۲۵ میلیون دلار | ۳۳٫۷ میلیون دلار       |
| ۱۹۹۲ | تنها در خانه ۲: گمشده در نیویورک | کریس کلمبوس       | فاکس قرن بیستم           | N/A                             | ۲۸ میلیون دلار | ۳۵۹ میلیون دلار        |
| ۱۹۹۳ | دنیس شیطونه                      | نیک کسل           | فاکس قرن بیستم           | N/A                             | ۳۵ میلیون دلار | ۱۱۷٫۲ میلیون دلار      |
| ۱۹۹۴ | معجزه در خیابان سی و چهارم       | لس میفیلد         | فاکس قرن بیستم           | انیمیشن قرن بیستم               |                | ۴۶٫۳ میلیون دلار       |
| ۱۹۹۴ | روز گردش بچه                     | پاتریک رید جانسون | فاکس قرن بیستم           | N/A                             | ۴۸ میلیون دلار | ۱۶٫۷ میلیون دلار       |
| ۱۹۹۷ | تنها در خانه ۳                   | راجا گاسنل        | فاکس قرن بیستم           | فاکس فمیلی فیلمز                | ۳۲ میلیون دلار | ۷۹٫۱ میلیون دلار       |
| ۲۰۰۱ | پورت جنوبی جدید                  | کایل کوپر         | بوئنا ویستا پیکچرز       | تاچ‌استون پیکچرز                 |                |                        |
| ۲۰۰۲ | خدمتکاری در منهتن                | وین وانگ          | گروه سینمایی سونی پیکچرز | کلمبیا پیکچرز و رولوشن استودیوز | ۵۵ میلیون دلار | ۱۶۳ میلیون دلار        |